# Onophrios der Große

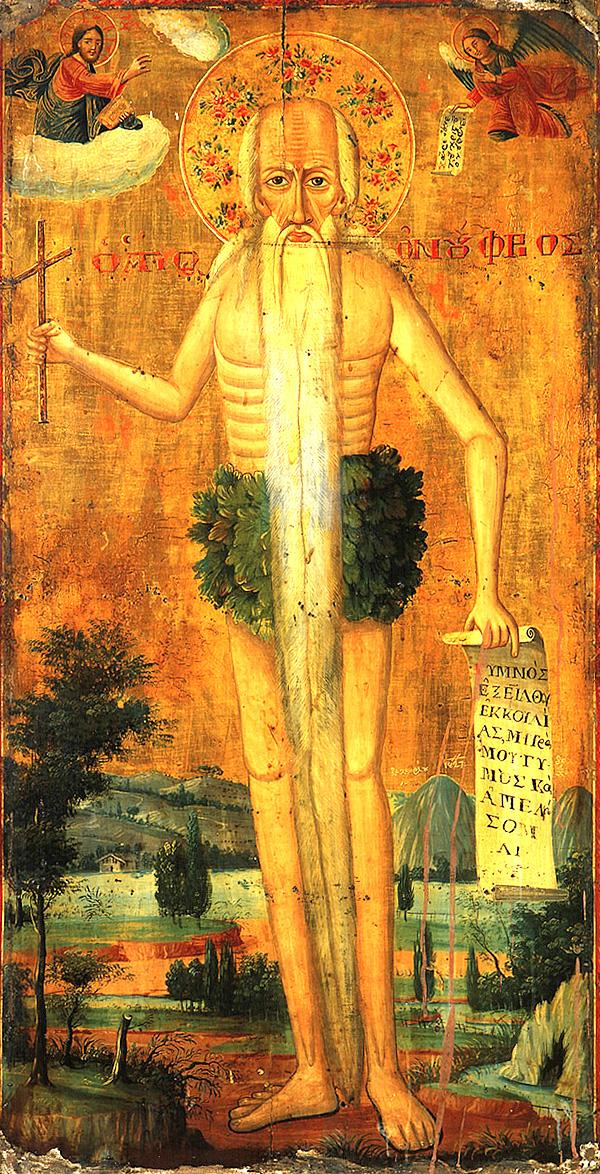
Ikone des Einsiedlers Onuphrius (16./17. Jh.)

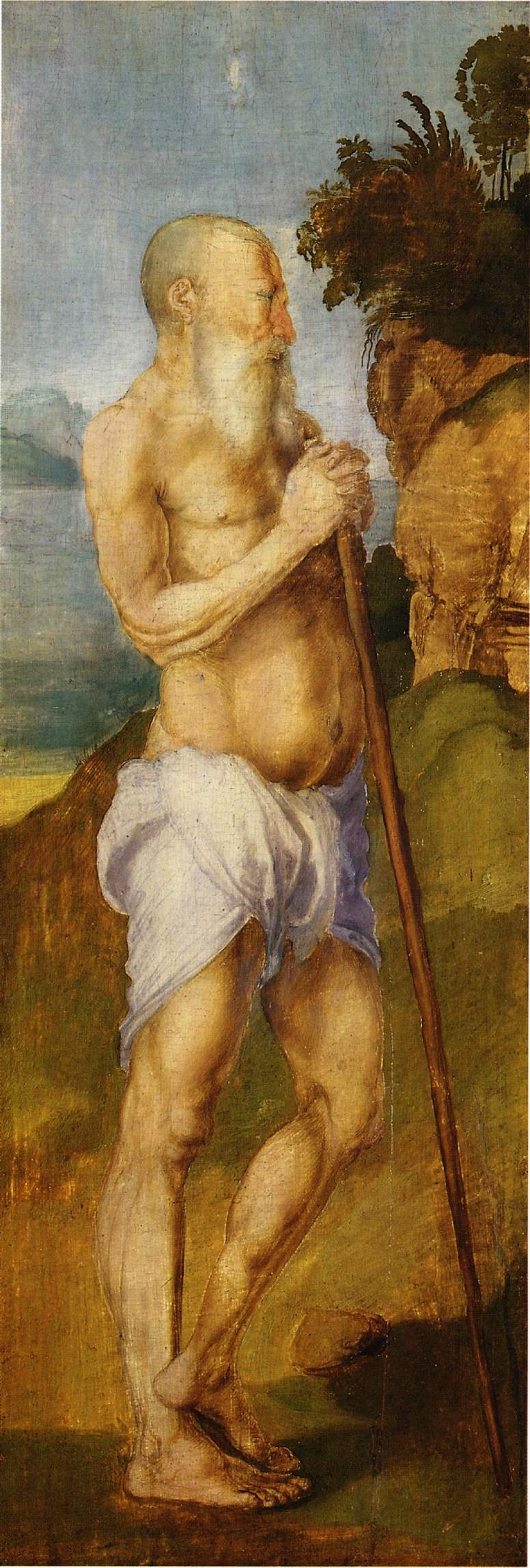
Albrecht Dürer – Onuphrius (um 1505)

Onuphrius der Große (* um 320; † um 400 vermutlich) ist ein Heiliger der koptischen, orthodoxen und katholischen Kirche. Sein Gedenktag ist der 12. Juni.

## Vita
Onuphrius stammte aus einer angesehenen, vielleicht fürstlichen Familie. Er soll nach der Legende von seinem Vater verstoßen worden sein. Nach einer Zeit im Kloster Hermopolis in der Thebais ging er als Anachoret in die Wüste, wohl nach Göreme in Kappadokien, vielleicht aber auch nach Ägypten. Paphnutius von Ägypten suchte ihn kurz vor seinem Tode auf; als er die wilde Gestalt des Onuphrius sah, erschrak er und flüchtete, doch Onuphrius rief ihn zurück. Er erzählte ihm, dass er seit 70 Jahren in der Wüste lebe und Durst, Hunger sowie andere Unannehmlichkeiten ertrug. Sie redeten bis zum Abend, als sich wundersamerweise vor der Einsiedlerklause Brot und Wasser einfanden. Beide verbrachten die Nacht im Gebet; am nächsten Morgen segnete Onuphrius seinen Gast und starb. Paphnutius wurde zum Verfasser der Vita des heiligen Mannes.

## Name
Der Name Onophrios oder Onuphrius wird häufig auf den koptischen Ursprung Unnufer zurückgeführt, was etwa mit „der Perfekte“, „der ewig Glückliche“ oder „der dauerhaft Gute“ übersetzt werden kann. Arabische Namensvarianten lauten Abū Nufir (ابو نفر) oder Nofer (نوفر), was einen Pflanzenesser bezeichnet.

## Verehrung als Heiliger

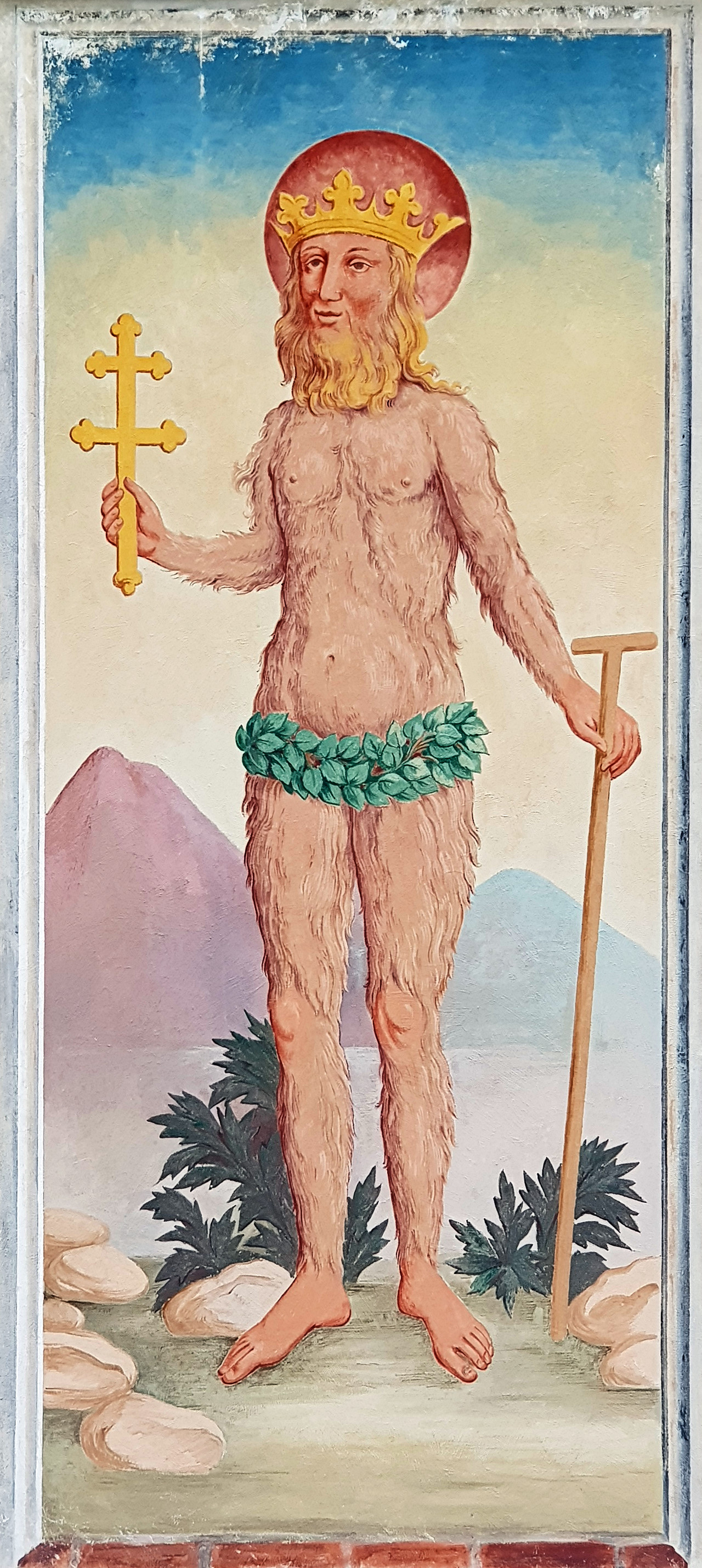
Fresko an der Kapelle in Schloss Blutenburg in München-Obermenzing

### Onuphrius-Verehrung in München
Heinrich der Löwe (1129–1195), der legendäre Gründer Münchens, soll von seinem Wendenkreuzzug 1147 die Hirnschale des Heiligen, den er als seinen Schutzpatron und den der Stadt München erwählte, als Reliquie mit nach München gebracht haben, wo sie später in der Kapelle St. Laurenz, erbaut 1324, am Alten Hof (eine Gedenktafel erinnert an sie) aufbewahrt wurde. Nach dem Abriss des Gotteshauses 1816 verliert sich allerdings die Spur der Reliquie. Eine andere Quelle besagt, dass ein Abt von Schäftlarn die Reliquie nach dem Ende seiner Amtszeit als Herzog (1180) zu ihm nach Braunschweig gebracht haben soll.

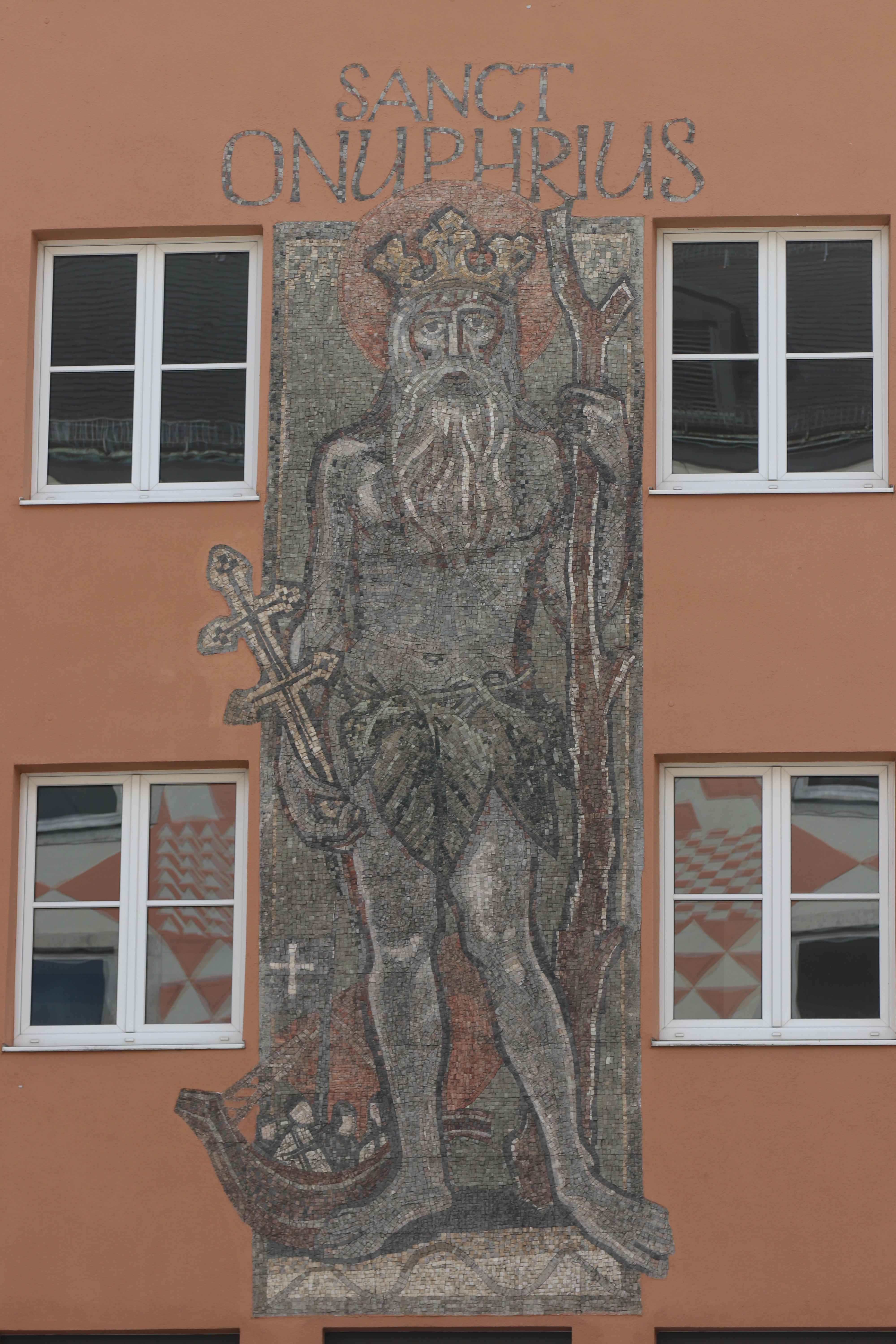
Fassadenmosaik von Max Lacher am Marienplatz 17 in München

Eine Geschichte wird über den Heiligen in München erzählt: Schon seit Urzeiten befand sich an der Fassade des Hauses Nummer 17 am Marienplatz (Südseite, kurz vor dem Talbrucktor, das heute der Alte Rathausturm ist) ein Gemälde eines riesigen Bärtigen, der nur mit Blättern bekleidet war. Er trug einen Knotenstock und ein Doppelkreuz und wurde von den Bewohnern oft fälschlicherweise für den Hl. Christophorus gehalten. Der Erzählung nach habe einmal ein riesenhafter Mann die Stadt durch das Talbrucktor betreten, ebenso soll er 1659 beim Löschen eines Brandes geholfen haben.
Das Gemälde mit dem Heiligen wurde von einem Mann namens Heinrich Pirmat aus Dank, von einer Pilgerreise ins Heilige Land gesund zurückgekehrt zu sein, an seinem Wohnhaus angebracht. Dieses stand an der Stelle, an der sich bis ins 14. Jahrhundert die Alte Burg Heinrichs befunden hatte. München existierte damals im ersten Mauerring, der vom heutigen Alten Rathaus (Osten) bis zum Schönen Turm (1807 abgerissen, vor dem heutigen Gebäude des Kaufhauses Hirmer (1914), Westen) reichte, im Süden etwa bis zum Rindermarkt und im Norden ungefähr bis zur Maffeistraße. Die Burgen der Herrscher befanden sich traditionell an einem Eck der Stadt, an dem sie die Stadtmauern als äußere Begrenzung hatten. Die nächste Burg war der Alte Hof (ab 1255), dann die Neuveste und schließlich ab 1600 bis zur Aufgabe der Festungen 1795 die heutige Residenz.

### Patrozinien
Dem hl. Onuphrius sind zahlreiche Kirchen gewidmet, darunter das Oratorio di Sant’Onofrio in Palermo und die Kirche Sant’Onofrio al Gianicolo in Rom. Die Stadt San Onofre im kolumbianischen Departamento Sucre trägt seinen Namen.

## Darstellung
Mittelalterliche Darstellungen des Heiligen sind nur in Form von byzantinischen Ikonen bekannt. Seit der Zeit um 1500 finden sich auch bildliche Darstellungen im Westen Europas. In ihnen wird Onophrius zumeist als alter, nackter und ausgemergelter Mann, manchmal auch als Riese, mit langem Haupthaar und Bart dargestellt; seine Lenden sind von einem Blätterschurz (manchmal auch von einem Fellschurz) bedeckt. Attribute sind meist ein Stock oder ein Kreuz. Albrecht Dürer zeichnete ihn mehrfach und malte ihn mit kahlem Schädel, Bart und Stofftuch.